# Cainta
Cainta is een gemeente in de Filipijnse provincie Rizal op het eiland Luzon. Bij de laatste census in 2010 telde de gemeente bijna 312 duizend inwoners.

## Geografie

### Bestuurlijke indeling
Cainta is onderverdeeld in de volgende 7 barangays:
- San Andres
- San Isidro
- San Juan
- San Roque
- Santa Rosa
- Santo Niño
- Santo Domingo

## Demografie
Cainta had bij de census van 2010 een inwoneraantal van 311.845 mensen. Dit waren 22.012 mensen (7,6%) meer dan bij de vorige census van 2007. Ten opzichte van de census van 2000 was het aantal inwoners gegroeid met 50.345 mensen (19,3%). De gemiddelde jaarlijkse groei in die periode kwam daarmee uit op 1,78%, hetgeen lager was dan het landelijk jaarlijks gemiddelde over deze periode (1,90%).

De bevolkingsdichtheid van Cainta was ten tijde van de laatste census, met 311.845 inwoners op 42,99 km², 7253,9 mensen per km².

## Bekende personen

### Woonachtig
- Lourence Ilagan, darter[4]